# 福斯庫爾巴赫河
51°26′23″N 7°15′27″E / 51.439732°N 7.257464°E
福斯庫爾巴赫河（德語：Voßkuhlbach），是德國的河流，位於該國西部，處於北萊茵-威斯特法倫州，屬於洛滕巴赫河的右支流，流經波鴻，河道全長2公里。